# Platyrrhini
I platirrini (Platyrrhini, E. Geoffroy 1812) sono un parvordine di primati dell'infraordine Simiiformes. Sono comunemente indicati come scimmie del nuovo mondo.
Si separarono dai catarrini, o scimmie del Vecchio Mondo, circa 40 milioni di anni fa e sono diffusi in America centrale e America del Sud. Il nome (dal greco) fa riferimento al caratteristico naso appiattito che contraddistingue la maggior parte delle specie di questo raggruppamento.
I platirrini presentano numerose differenze con i catarrini:
- hanno abitudini perlopiù arboricole e diurne;
- sono dotati di una coda più o meno prensile;
- ad eccezione delle scimmie urlatrici mancano della visione tricromatica di cui invece sono capaci le scimmie del Vecchio Mondo;
- possiedono 12 premolari, contro gli 8 delle catarrine;
- formano coppie monogame stabili e le cure parentali dei cuccioli sono affidate soprattutto al maschio.

## Tassonomia
Al parvordine sono ascritte le scimmie originarie del Centro e Sud America: si tratta di animali di dimensioni medio-piccole. L'esponente più piccolo del parvordine è l'uistitì pigmeo (15 cm di lunghezza totale), mentre il più grande è il murichi meridionale (70 cm). Tutte le specie viventi appartengono alla superfamiglia Ceboidea.
- Parvordine Platyrrhini o "scimmie del Nuovo Mondo"
  - Superfamiglia Ceboidea
    - Famiglia Aotidae (7 specie)
    - Famiglia Atelidae (24 specie)
    - Famiglia Cebidae (56 specie)
    - Famiglia Pitheciidae (41 specie)